# 2012 en fantasy
| Années de la fantasy : 2009 - 2010 - 2011 - 2012 - 2013 - 2014 - 2015    |
| Décennies de la fantasy : 1980 - 1990 - 2000 - 2010 - 2020 - 2030 - 2040 |

L'année 2012 a été marquée, en matière de fantasy, par les événements suivants.

## Romans - Recueils de nouvelles ou anthologies - Nouvelles
- 20 avril : publication de la traduction en français de L'Héritage, dernier roman principal du cycle littéraire éponyme de Christopher Paolini

## Bandes dessinées, dessins animés, mangas
- 14 avril : début de la diffusion sur Nickelodeon de La Légende de Korra - la suite distante d'Avatar, le dernier maître de l'air - aux États-Unis (19 septembre en France et en Belgique)